# Arthur Rundt
Arthur Rundt (* 14. August 1881 in Kattowitz, Deutsches Reich; † April 1939 in New York) war Autor, Journalist, Regisseur und Theaterdirektor.

## Leben und Werk
Arthur Rundt studierte Philosophie und Jura, er promovierte 1904. Im darauffolgenden Jahr war er als Schauspieler am Deutschen Theater in Berlin tätig, 1908 ebendort als Regisseur. 1909 übersiedelte er nach Wien, wo er im Verein Wiener Freie Volksbühne tätig war. Mit Ausbruch des Ersten Weltkriegs löste sich der Verein auf, 1915 eröffnete Rundt die Spielstätte im siebten Wiener Gemeindebezirk neu. Die Direktion des Theaters übernahmen er und der Schriftsteller und Journalist Stefan Großmann, der in jener Zeit unter anderem als Theaterkritiker in der Arbeiter-Zeitung tätig war.
Arthur Rundt verkehrte in seiner Wiener Zeit unter anderem mit Franz Blei, Oskar Maurus Fontana und Robert Musil.
Ab 1924 unternahm er zahlreiche Reisen nach Amerika und Kanada, zunächst als Korrespondent für verschiedene Zeitungen. 1926 erschien sein erstes Amerika-Buch Amerika ist anders. Seine Eindrücke der amerikanischen Gesellschaft verarbeitete er auch im Fortsetzungsroman Marylin, der ab September 1928 in der Neuen Freien Presse erschien. Der Roman, der erstmals 2017 bei Edition Atelier in Buchform erschienen ist, wird der Neuen Sachlichkeit zugerechnet und thematisiert den Rassismus im New York des Jazz Age. Ralph Gerstenberg bezeichnete den Roman in einer Besprechung im Radiosender Deutschlandfunk als „ungeahnt aktuell“. Auch der Journalist Peter Pisa schrieb in der österreichischen Tageszeitung Kurier, „[d]er Zeitpunkt fürs Buch ist gut“.